# Frank McCourt
Francis "Frank" McCourt (19. august 1930 – 19. juli 2009) var en irsk-amerikansk lærer og forfatter. Han blev født i New York og voksede op i Limerick, Irland. Han modtog Pulitzerprisen i 1997 og National Book Critics Circle-prisen i 1996 for sin erindringsbog Angelas aske (originaltitel Angela's Ashes).